# Possidonio (vescovo)
Possidonio (Tebe, IV secolo – V secolo) è stato un vescovo bizantino.

## Agiografia

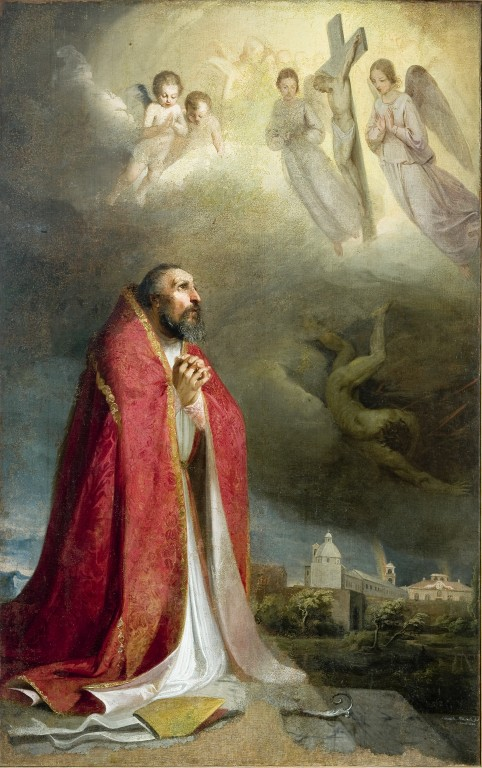
Adeodato Malatesta, San Possidonio

Poche e confuse sono le notizie lasciate dal Santo. Secondo la cronaca medievale della chiesa di San Pietro di Reggio Emilia, sarebbe stato un presbitero di origine greca (Tebe) le cui reliquie sarebbero arrivate dalla Apulia a Garfaniana (nei pressi di Mirandola), cittadina che mutò poi il nome in San Possidonio. 
Questo trasferimento di reliquie avvenne grazie al vescovo di Reggio Emilia Azzo (IX secolo), per concessione dell'imperatore Ludovico il Pio (778-840).
Il 20 settembre 1769, durante i lavori per la costruzione della nuova chiesa dedicata al santo, fu rinvenuta una cassa di marmo sotto il pavimento della chiesa di San Possidonio. Solo l’11 maggio 1937 i resti furono riconosciuti ufficialmente come reliquie di San Possidonio da parte del vescovo di Carpi.
Nel 1993 lo studioso Vilmo Cappi riuscì definitivamente a unire il filone d’indagine mirandolese con quello tarantino: la traslazione di San Possidonio ex Apulia (su cui si indagava a Mirandola) non era una ricostruzione favolosa, ma un dato storico a tutti gli effetti, poiché in Puglia, cioè a Crispiano, era davvero presente l’unica chiesa rupestre dedicata al santo.
Successivamente al santo tebano si sarebbe sovrapposta la figura del più noto san Possidio, biografo di sant'Agostino, con il quale Possidonio, a causa dell'assonanza del nome, viene a volte confuso. Tuttora non è chiaro se si tratti di due figure distinte. 

## Culto
È patrono dei comuni di San Possidonio e Mirandola, in provincia di Modena, dove viene celebrato il 16 maggio. È considerato patrono secondario della diocesi di Carpi.